# Ana María Almada De Álvarez
Ana María Almada De Álvarez, född 7 februari i Buenos Aires i Argentina, är en argentinsk-svensk konstnär. De Álvarez är sedan 1983 bosatt i Sverige, och hon har avlagt en filosofie kandidat-examen i konstvetenskap. De Álvarez var huvudsakligen verksam med måleri och grafik under perioden 1989 till 2003, och sedan 2003 har hon integrerat performance. Efter 2006 har hon ägnat sig åt konstnärlig forskning med utbildningar på Konstfack och Stockholms konstnärliga högskola.
De Álvarez är representerad i Järfälla kommun, Upplands Väsby kommun, konstföreningar och privata samlare.

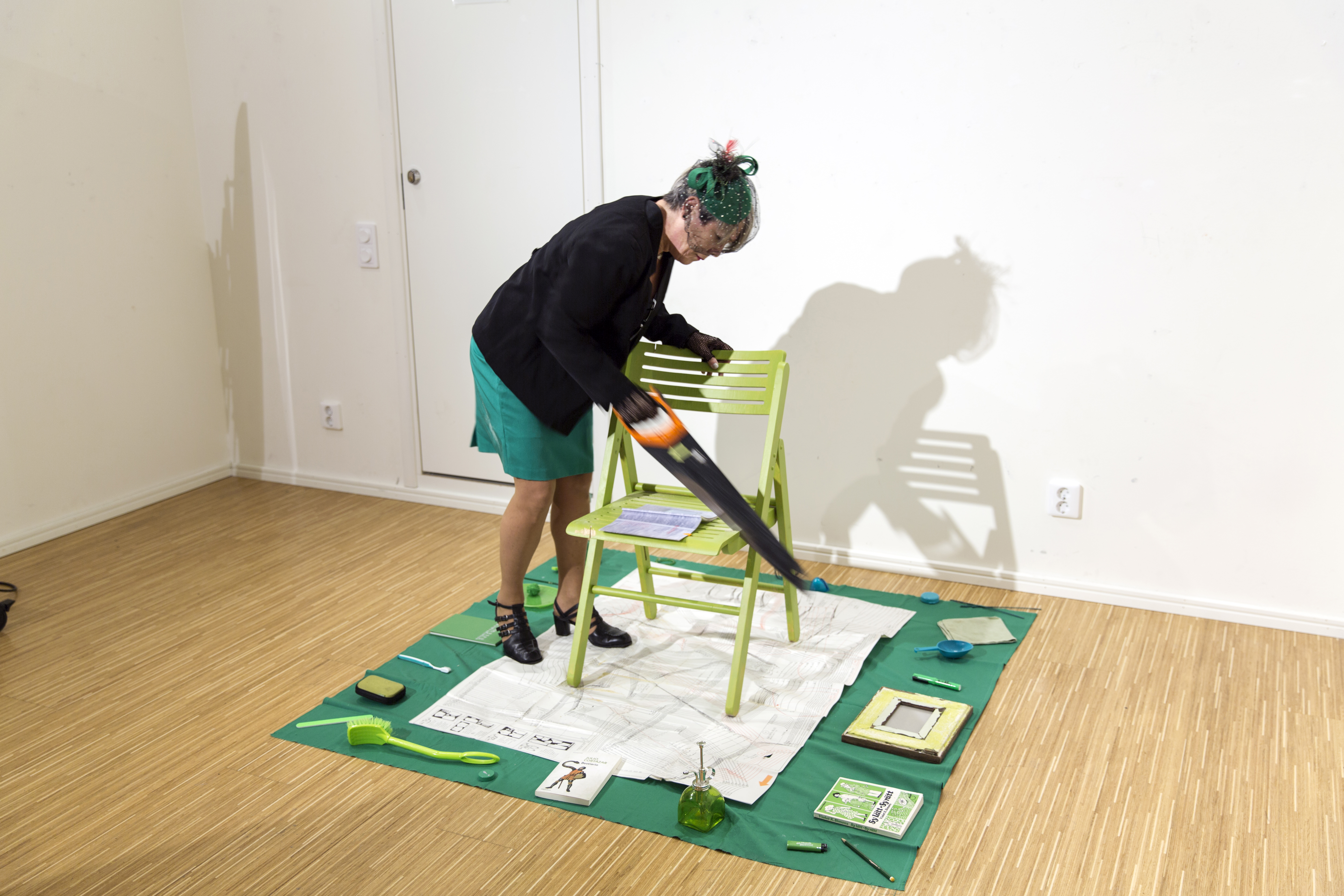
Bestiario (performance). Upplands-Bros bibliotek, 2018.
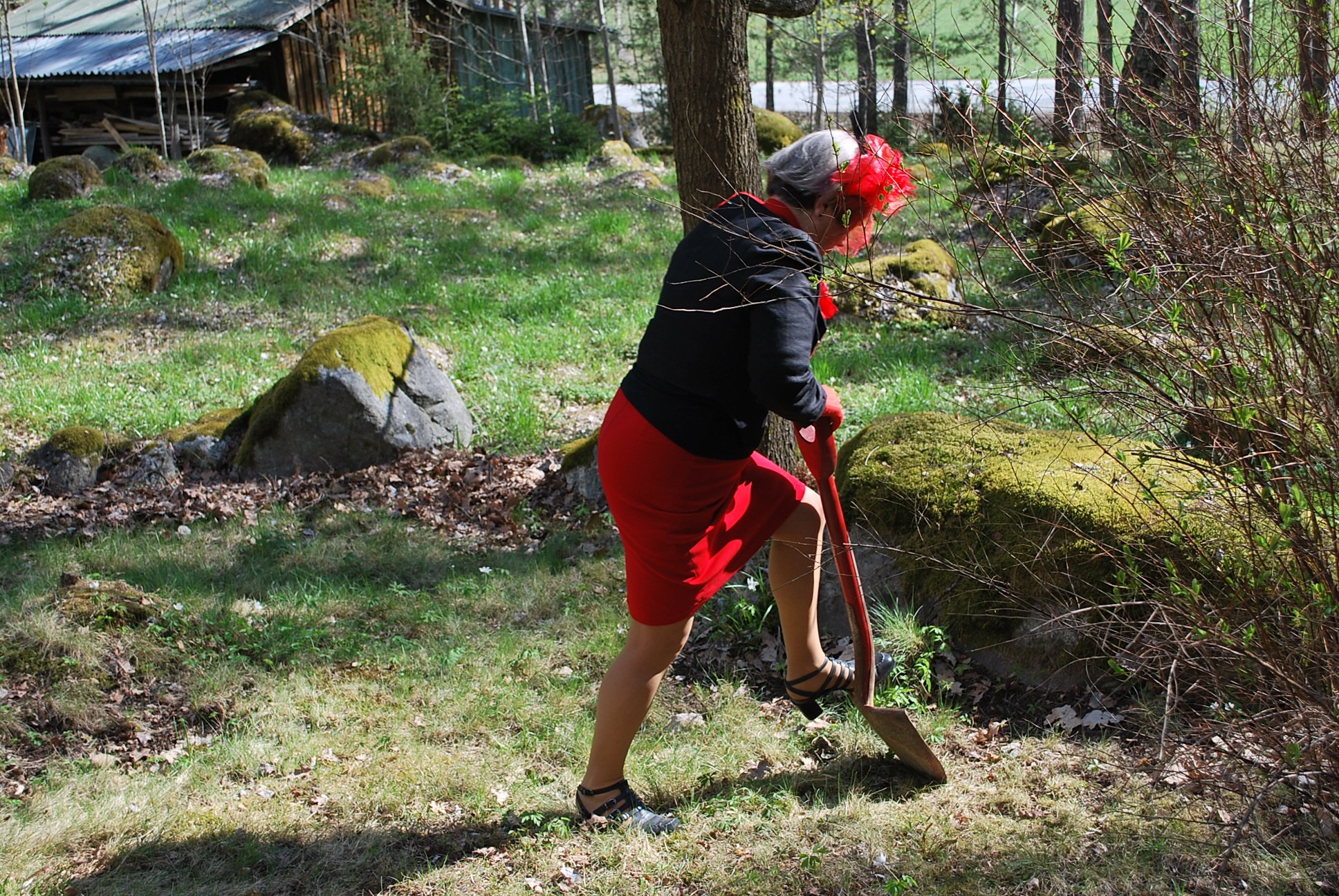
Portalen (performance), Upplands-Bro, 2019. Bildspel: Subtopia.
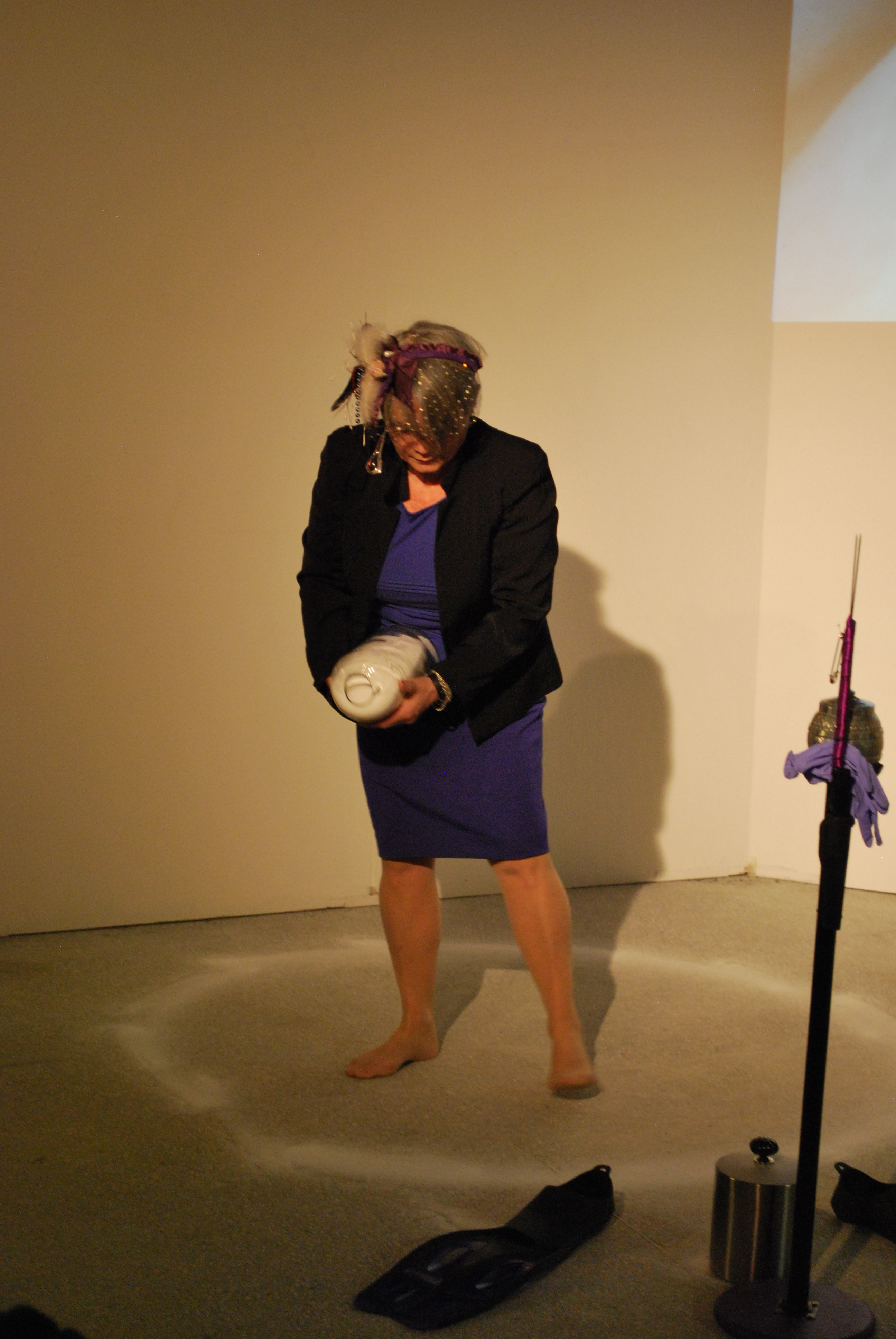
Blödande glömska, hommage till Florial Avellaneda. Supermarket Art Fair, 2018.